# Тендерный кредит
Тендерный кредит — специальный кредит, получаемый участником тендера/конкурса/электронного аукциона, то есть участником размещения государственного и муниципального заказа в соответствии с требованиями Федерального закона от 21 июля 2005 г. N 94-ФЗ «О размещении заказов на поставки товаров, выполнение работ, оказание услуг для государственных и муниципальных нужд». В случае, если организация решила участвовать в тендере, но у неё недостаточно средств для перечисления обеспечения заявки, или организация не хочет отвлекать значительные средства из оборота, организация может обратиться за получением тендерного кредита.
Цель получения кредита:
1. Обеспечение заявки на участие в открытом конкурсе/электронном аукционе;
2. Получение возможности не выводить деньги из оборота на краткосрочный период (обычно не более 90 дней);
3. Выполнение требований к участнику торгов в соответствии с 94-ФЗ.

Условия получения кредита:
1. Срок не более 90 дней;
2. Процент по тендерному кредиту примерно 14-21 % годовых (по состоянию на 1 июня 2011 года) — зависит от банка, который согласится по Вашей заявке предоставить кредит;
3. Срок получения: 7-9 рабочих дней (2-3 дня рассмотрение заявки банком + 4-7 дней на подписание документов);
4. Стоимость оформления (у брокера): 1 %-5 % (зависит от суммы и срока, на который предоставляется кредит)